# Théâtre Trévise
Pour les articles homonymes, voir Trévise (homonymie).
Le théâtre Trévise est une salle de spectacles parisienne située au no 14 rue de Trévise dans le 9e arrondissement de Paris.

## Programmation
Le théâtre Trévise, doté d'une salle de 274 places, accueille principalement des spectacles d'humour et des spectacles destinés à un jeune public. C'est aussi la scène du Festival Musical'in, qui accueille des spectacles musicaux chaque mercredi. Le dimanche soir, il accueille le FIEALD.
Le théâtre est hébergé dans un immeuble historique, propriété et siège de l'Union chrétienne de jeunes gens, branche française des Young Men's Christian Association (connu par son sigle YMCA), un mouvement de jeunesse et d'éducation populaire membre de la Fédération protestante de France. On y retrouve aussi des salles de formation ou d’activités, un foyer pour étudiants et jeunes travailleurs et un gymnase extraordinaire. Ce lieu a été inauguré le 27 décembre 1893 avec le premier match de basket joué en Europe,,.

## Artistes dans la catégorie humour
- Gustave Parking
- Les Frères Taloche
- Christophe Alévêque
- Jean Dujardin
- Jamel Debbouze
- Dany Boon
- Gad Elmaleh
- Éric & Ramzy
- Tomer Sisley
- Nicolas Canteloup
- Bruno Salomone
- Mustapha El Atrassi
- Stéphane Guillon
- Sophia Aram
- Les Décaféinés
- Rémi Larrousse
- Az
- Florent Peyre
- Jarry
- Éric Antoine
- Guillaume Bats
- Richard Ruben

## Artistes dans la catégorie jeune public
- Les Z'Imbert & Moreau alias Les ZiM's

## Télévision
Les émissions Les Coups d'humour sur TF1 ont été enregistrées dans ce théâtre.